# 加登城帕克 (紐約州)
加登城帕克（英語：Garden City Park）是位於美國紐約州拿騷縣的普查規定居民點。

## 人口
根據2020年美國人口普查的數據，加登城帕克的面積為2.58平方千米，當中陸地面積為2.57平方千米，而水域面積為0.01平方千米。當地共有人口7985人，而人口密度為每平方千米3,094.96人。